# آلوین شوکنموله
آلوین شوکنموله (انگلیسی: Alwin Schockemöhle؛ زادهٔ ۲۹ مهٔ ۱۹۳۷) سوارکار پرش اهل آلمان بود.